# Basílica de Superga
A Basílica de Superga (em italiano:  Basilica di Superga) é uma igreja localizada aos arredores de Turim, na Itália. Foi construída no século XVIII pelo arquiteto Filippo Juvarra, sob encomenda do duque Vítor Amadeu II de Saboia em memória à vitória sobre as tropas franceses que cercavam a colina de Superga em 1706. Situa-se no topo do morro de Superga e fora catalogado pelo Papa Pio XII como "o panorama mais belo da Europa".
A igreja abriga a Cripta Real de Superga, que contém os túmulos de muitos membros da Casa de Saboia em uma espécie de mausoléu subterrâneo. Entre eles, está D. Maria Pia de Saboia, rainha de Portugal e o do próprio Vítor Amadeu II.

## História
Em 2 de Setembro de 1706, tropas francesas, sob o comando de Luís XIV, invadiram Turim com o objetivo de tornar Piemonte uma província francesa. As tropas francesas se depararam com uma forte resistência liderada pelo Duque Vítor Amadeu II. Após subir a colina de Superga para ver o campo de batalha, Vítor, em frente a uma imagem de Nossa Senhora, fez a seguinte promessa: se o exército piemontês ganhasse a batalha, ele construiria uma Igreja em sua honra.
Com efeito assim ocorreu, e Vítor, após assumir a coroa da Sicília e da Sardenha, deu início à edificação do templo.

## Arquitetura
A igreja, com planta central, é coberta por uma cúpula com tampa dupla inserida em um tambor alto com grandes janelas e precedida por um pronau profundo, em estilo neoclássico, em mármore com oito colunas coríntias. A igreja está ligada, por duas torres sineiras late-barrocas laterais, ao grande edifício atrás dela, bastante rígido em suas linhas quadradas, projetado como um convento anexo, que se desenvolve em torno do claustro localizado ao longo do eixo longitudinal. O mosteiro, também projetado por Juvarra, originalmente abrigou a Ordem dos Cônegos Regulares Lateranenses.
Dentro se abrem seis capelas, duas principais e quatro secundárias, onde se conservam importantes obras pictóricas de Agostino Cornacchini, Sebastiano Ricci, Bernardino Cametti,  Claudio Francesco Beaumont e Giovan Battista Bernero.

## ATragédia de Superga
Em 4 de Maio de 1949, um avião com jogadores da equipe italiana de futebol Torino Football Club voltava à Itália depois de viajar para Lisboa, onde enfrentou o Benfica, equipe de futebol portuguesa, em partida amistosa.  Por volta das 17h, o avião Fiat G.212 da ALI sobrevoava os arredores de Turim e se preparava para o pouso, quando, o piloto Pierluigi Meroni, veterano da Segunda Guerra Mundial, é avisado sobre as péssimas condições climáticas na cidade italiana. Minutos depois, o avião se choca com a Basílica de Superga matando 31 pessoas, entre jogadores, comissão técnica, diretores e jornalistas.

## Galeria

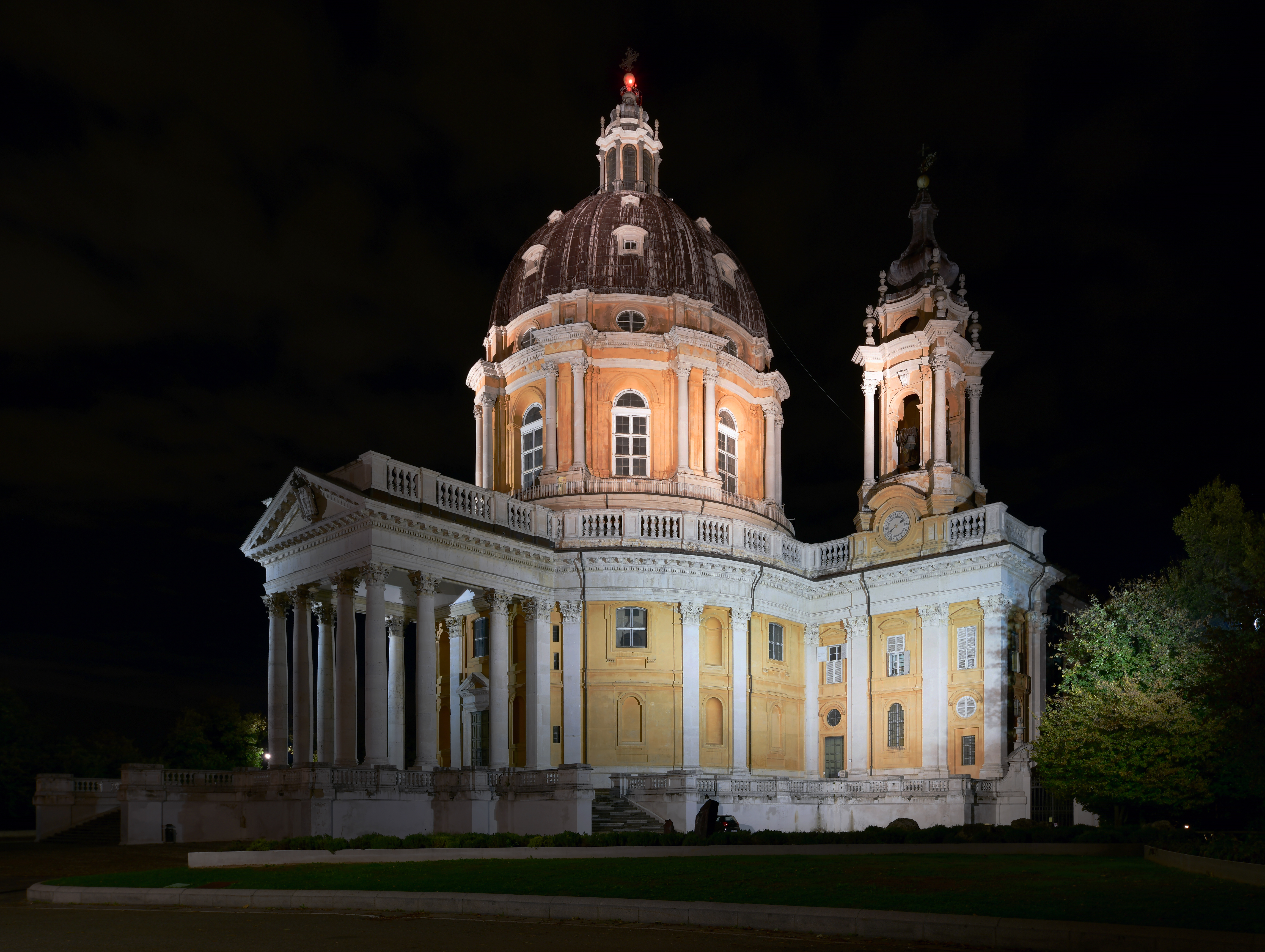
Basílica a noite
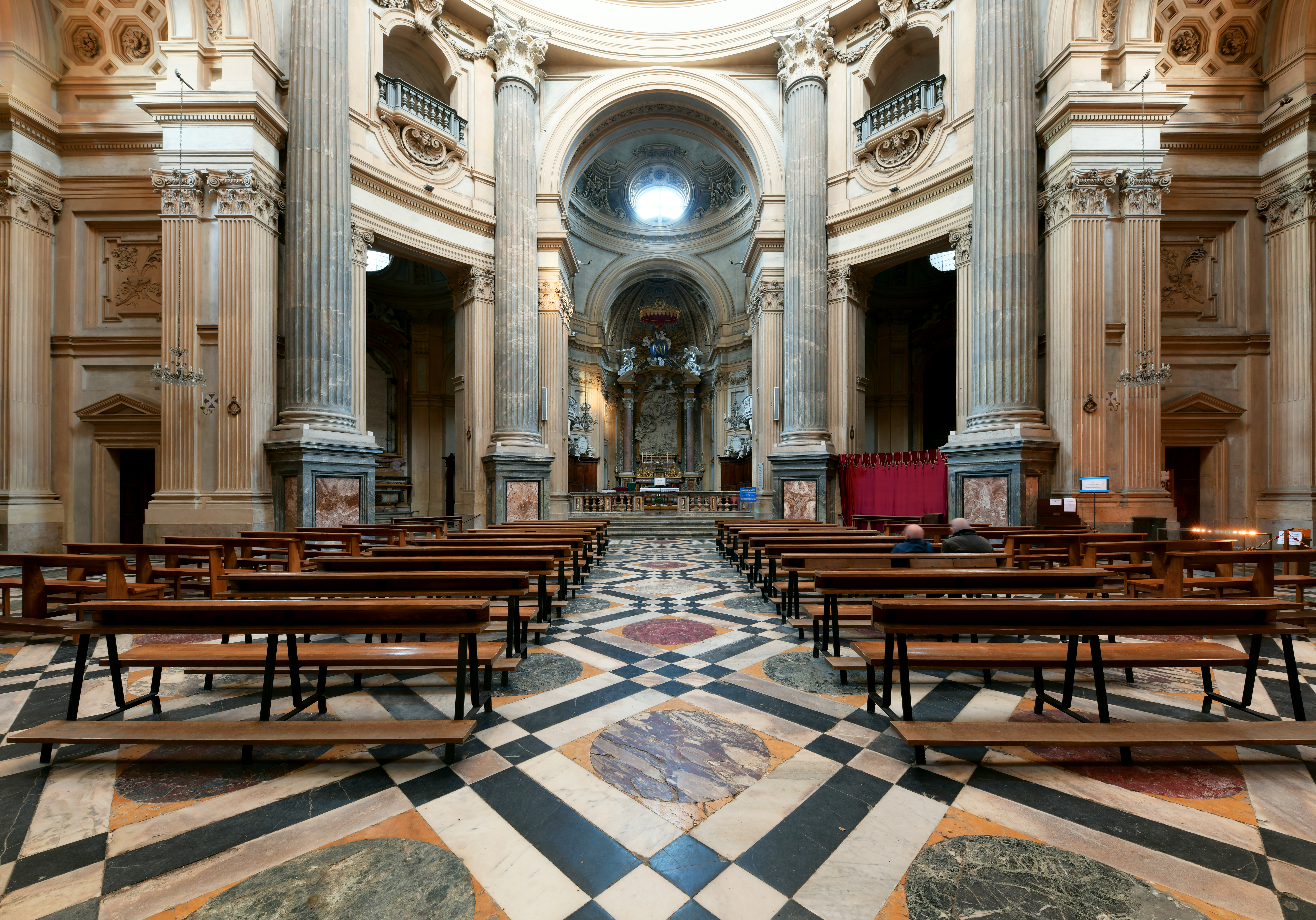
Interior da Basílica
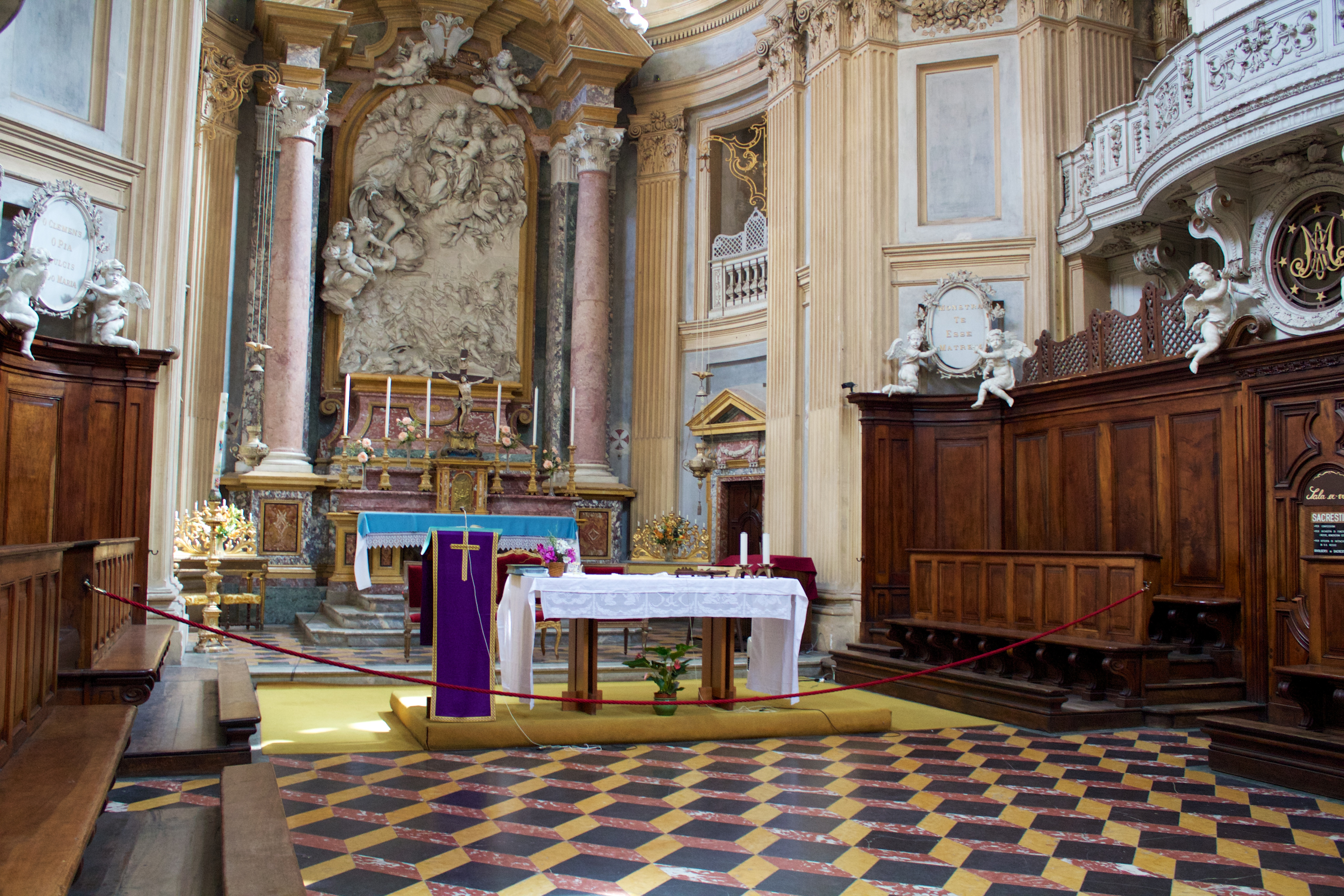
Altar
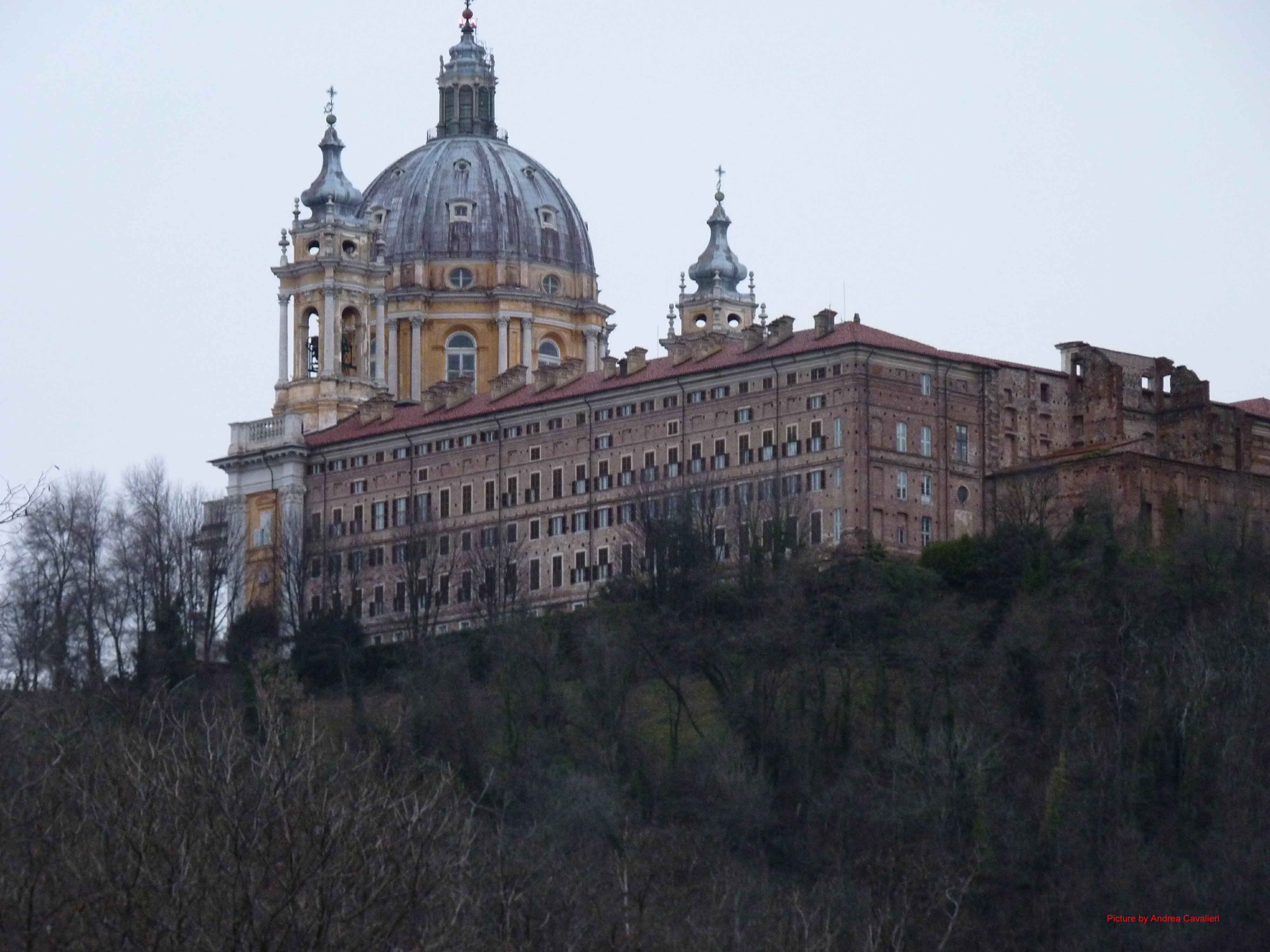
Lateral da Basílica
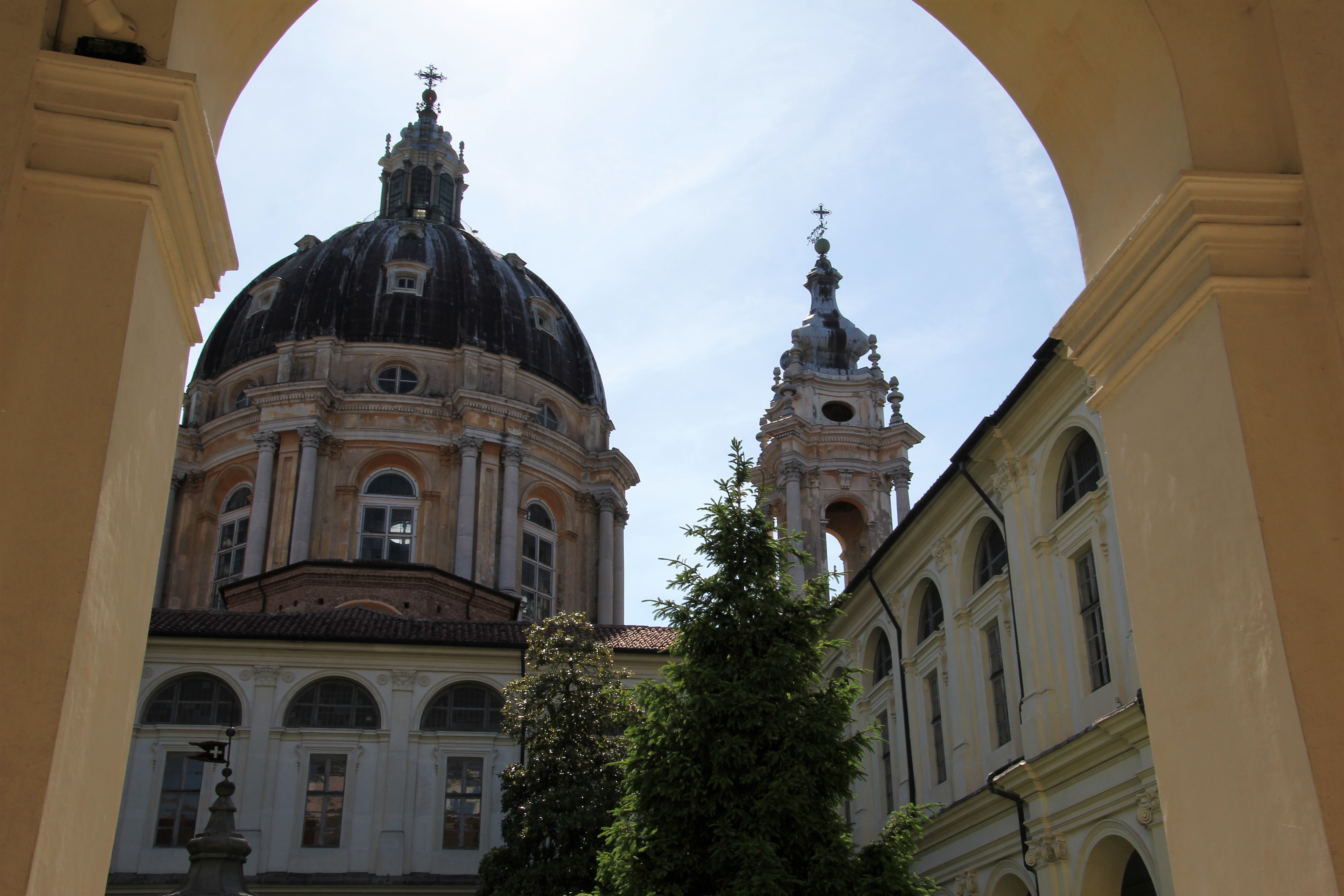
Vista interna
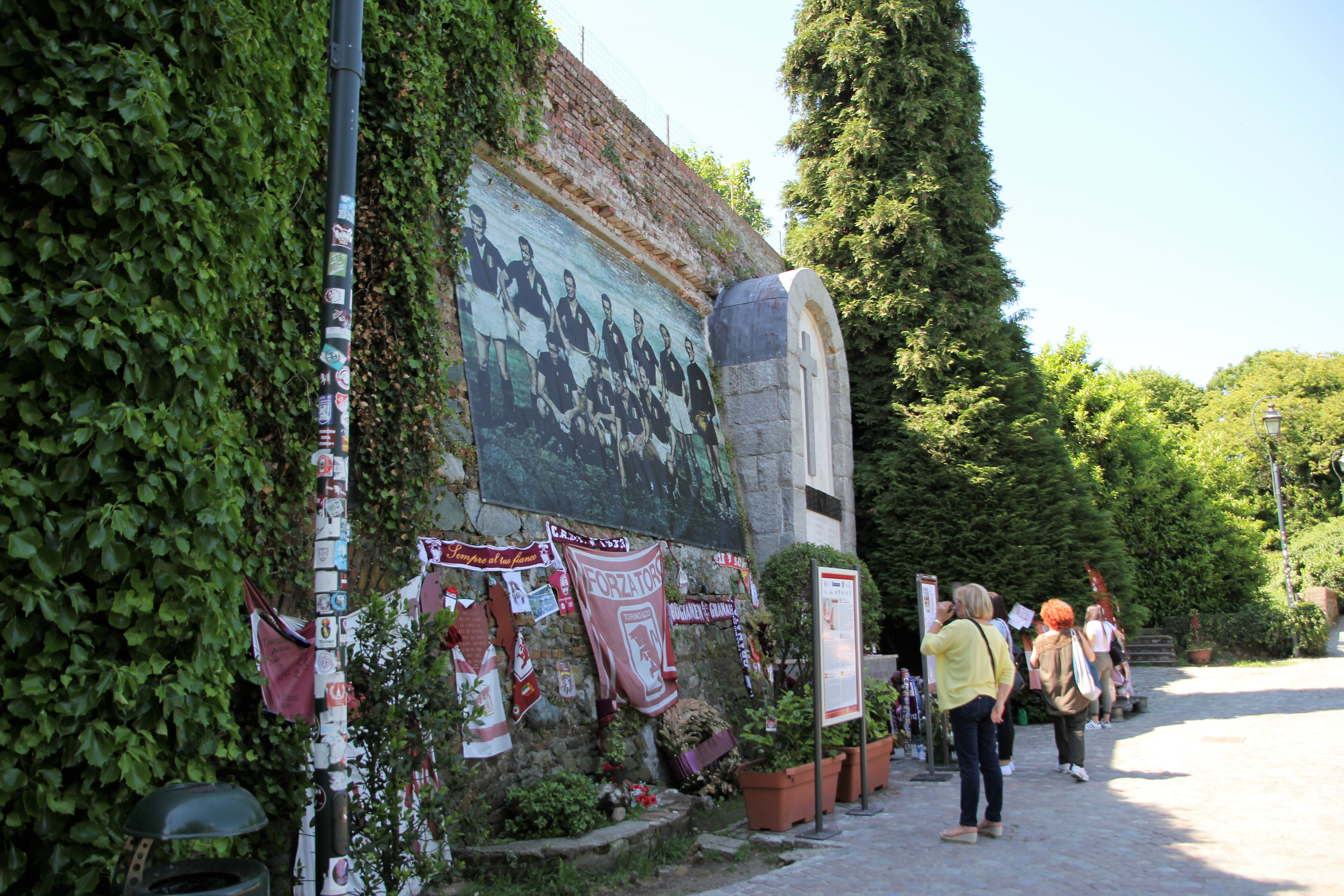
Memorial às vítimas do desastre aéreo de 1949
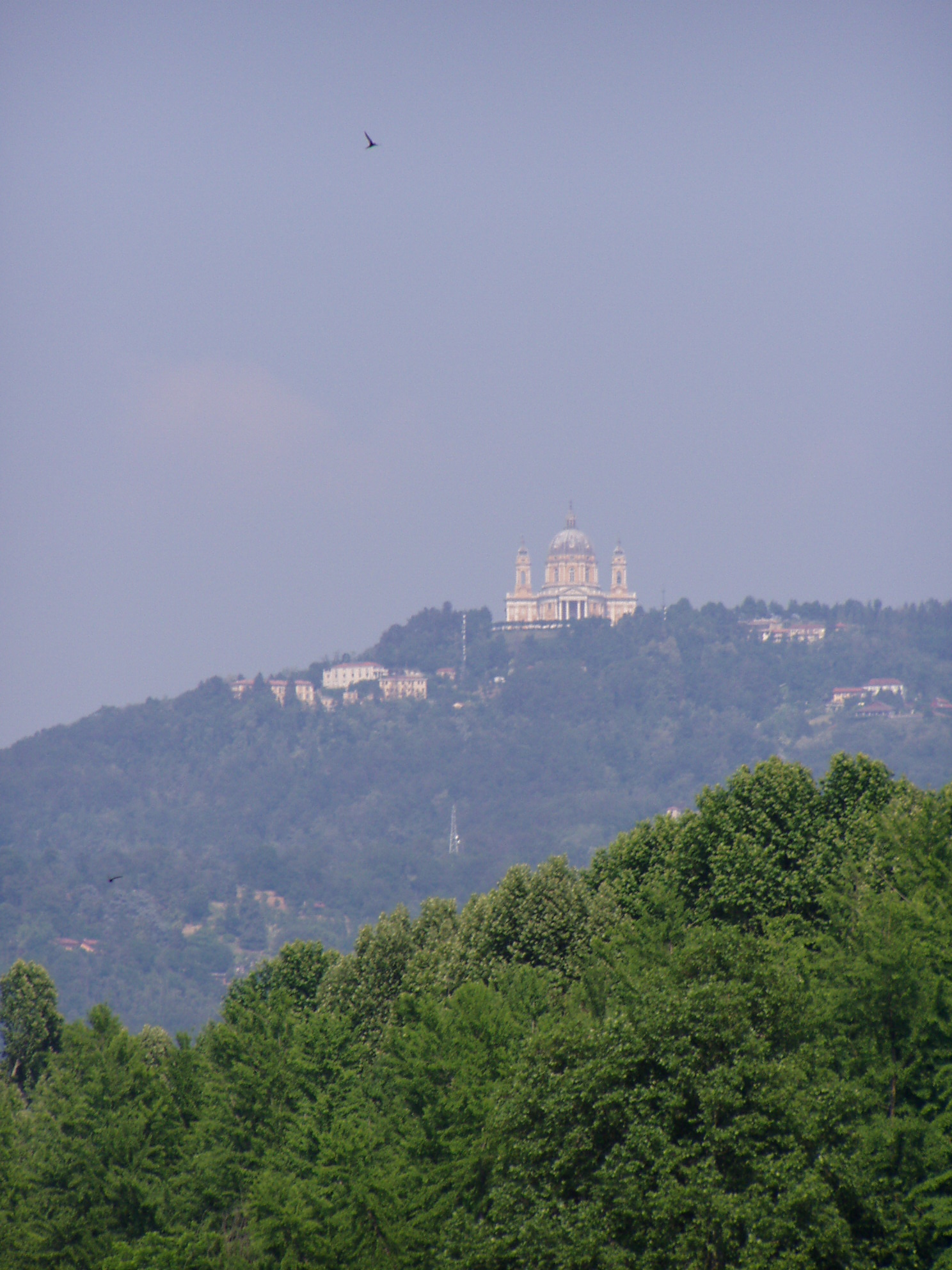
Morro de Superga